# 322号美国国道
322号美国国道（英語：U.S. Route 322）是一条东西走向的美國國道，长约494 mi（795.0 km），穿越俄亥俄州、宾夕法尼亚州和新泽西州。是22号美国国道的辅助线。